# Anna Królikiewicz
Anna Królikiewicz (ur. 7 lutego 1970 w Gdańsku) – polska artystka współczesna tworząca instalacje, malarka, rysowniczka, pedagog Akademii Sztuk Pięknych w Gdańsku, kucharka.

## Życiorys
Córka Mirosława Królikiewicza, lekarza medycyny, i Teresy z domu Makać, dyplomowanej architektki. Absolwentka I Liceum Ogólnokształcącego im. Marii Skłodowskiej-Curie w Sopocie (1988). Studiowała na Wydziale Malarstwa gdańskiej ASP (1988–1993). Dyplom z wyróżnieniem w pracowni profesora Hugona Laseckiego otrzymała w 1993 r. Pracę na akademii rozpoczęła jako asystentka na Wydziale Malarstwa ASP (1993–2000).
Obecnie prowadzi Czwartą Pracownię Rysunku. Figuracja/Obiekt w Katedrze Rysunku. W 2000 r. uzyskała stopień adiunkta. Od października 2017 r. obejmuje stanowisko profesora nadzwyczajnego. W 2018 r. Prezydent Rzeczypospolitej Polskiej nadał jej tytuł naukowy profesora.
W latach 2001–2003 prowadziła pracownię Kompozycji Rysunku, Ilustracji i Symboliki Koloru na Wydziale Sztuki Uniwersytetu Bilkent w Ankarze w Turcji. Od 2013 r. wykłada przedmiot Kształt Smaku w School of Form w Poznaniu.
Początkowo zajmowała się monumentalnym rysunkiem. Od 2010 głównym medium jej pracy jest pokarm – zagadnienia fizjologii smaku, synestezji i haptyczności.
Autorka wielu wystaw indywidualnych, brała udział w kilkudziesięciu wystawach zbiorowych w kraju i za granicą. Swoje prace pokazywała m.in. w Nowym Yorku (1998), Stambule (2010), Ankarze (2002), Kilonii (1995), Brukseli (1996), na międzynarodowych festiwalach sztuki współczesnej, ale również w lesie w Oliwie (2012), opuszczonym sklepie mięsnym w Sopocie (2013) czy pustym mieszkaniu w Krakowie na Salwatorze (2015). 
W ostatnim czasie zajmuje się aktywnością wydawniczą (Wydawnictwo Doczute). W 2019 wydała „Międzyjęzyk | Interlanguage”.
Mieszka i pracuje w Sopocie.

## Wystawy indywidualne
- 1993 – rysunek, galeria ŹAK, Gdańsk
- 1995 – „Monodia” – rysunek, Mała Zbrojownia, Gdańsk
- 1996 – „Amoremorte” – obiekty, Galeria Ratusza Staromiejskiego, Gdańsk
- 1996 – „Szaty Jego” – Kościół Św. Bartłomieja, Gdańsk
- 1997 – prezentacja oryginałów rysunków związanych z książką dr Jerzego Jankaua, Galeria Literacka, Gdańsk
- 1999 – „Nieobecność” – rysunek, Galeria Fundacji Sfinks, Sopot
- 2000 – „Galeria Otwarta” – udział w projekcie AMS/PGS, Sopot
- 2000 – ekspozycja związana z obroną stopnia adiunkta ASP, Gdańsk
- 2001 – „Miłość” – rysunki, obiekty, Państwowa Galeria Sztuki, Sopot
- 2005 – „Biometrie”- obiekty, Centrum Fi, Gdańsk
- 2005 – realizacja kolejnego billboardu w cyklu „Galeria Otwarta”, AMS/PGS, Sopot
- 2007 – „Sześć, góra siedem obrazów”- rysunek, Młode Miasto PGR Art, Kolonia Artystów, Gdańsk
- 2010 – „Biometrie 2”, Galeria Refektarz, Kartuzy
- 2010 – pokaz prac z wystawy „6, góra 7 obrazów”, związany z kolokwium habilitacyjnym, aula ASP Gdańsk
- 2011 – „Flesh Flavour Frost”, pokaz w pracowni, obiekt multimedialny, Artloop Festiwal, Sopot
- 2012 – „Anna i Wilki”, instalacja, Noc Muzeów, Galeria Od Do, Gdynia
- 2012 – „Drogeria”, instalacja, Streetwaves Festiwal, Gdańsk
- 2013 – „Zegar Wiosenny”, obiekt i animacja, realizacja i pokaz: Telewizja Polska, program 2, projekcje 24 marca- 4 kwietnia 2013
- 2013 – „Absoluty”, Gdańska Galeria Miejska 2[12]
- 2015 – „Wesele, którego nie było”/„The Wedding that was not” – wystawa indywidualna/ performance, Instytut Teatralny, Warszawa
- 2016 – „Zapisane w Chlebie/ Written in Bread”, performance, akcja, Muzeum Miasta Sopot, w ramach Festiwalu Literackiego, Sopot
- 2019 – „Proszek musujący. Czy to państwu coś mówi?”, obiekty I efemeryczne instalacje, Tajna Galeria, Gdańsk,

## Wybrane wystawy zbiorowe
- 1992 – rysunek, wystawa pokonkursowa, ASP w Warszawie, II nagroda
- 1994 – malarstwo, „Promocje 93”, PGS Legnica
- 1994 – malarstwo, Teatr Miejski, Gdynia
- 1994 – rysunek, Aula Politechniki Gdańskiej, Gdańsk
- 1995 – „Tabula Rasa”, Kilonia, Niemcy
- 1995 – „Tabula Inna Rasa”, Kościół Św. Jana, Gdańsk
- 1996 – „For Sale”, Strzelnica Św. Jerzego, Gdańsk
- 1996 – „Docendo Discimus”, ASP w Gdańsku
- 1996 – „The Apparel of His”, Furament 98, Bruksela, Belgia
- 1996 – „Lato, Lato”, Galeria Fundacji Sfinks, Sopot
- 1997 – „Rysunek”, Galeria Nowa Oficyna, Gdańsk
- 1998 – „Spaces of Pleasure”, obiekty, CCS Museum, Nowy Jork, USA
- 1999 – „Kobiety Portret Własny”, Galeria Fundacji Sfinks, Sopot
- 1999 – „Czas”, Galeria Nowa Oficyna, Gdańsk
- 2000 – „Międzynarodowy Konkurs Rysunku”, wystawa pokonkursowa, Wrocław
- 2000 – „Touch”, University of Southern Maine, Art Galleries, Gorham, USA
- 2000 – „Oliwa bliżej Gdańska, Gdańsk bliżej sztuki”, Dworek – Galeria Artystycznej Inicjatywy, Gdańsk[13]
- 2000 – „Muzeum Osobliwości”, Galeria Fundacji Sfinks, Sopot
- 2001 – „Trwanie” – rysunek, Galeria EL, Elbląg
- 2001 – „Miasto Kobiet” – Festiwal Sztuki Kobiet, rysunki, Centralny Dom Qltury, Warszawa
- 2002 – „Die Kunst Ist Weiblich” – rysunki, Exhibition Hall, Gifthorn, Niemcy
- 2002 – „Die Kunst Ist Weiblich” – rysunki, Galerie Mesaoo Wrede, Hamburg, Niemcy
- 2002 – „Artyści na 10-lecie Fundacji Sfinks – sitodruk, Galeria Fundacji Sfinks, Sopot
- 2002 – „Wizja lokalna, Pokolenie 1970” – rysunki, Galeria Fundacji Sfinks, Sopot
- 2002 – „ZAN” – rysunki, Uniwersytet Bilkent, Ankara, Turcja
- 2003 – „Muzeum Osobliwości” – obiekty, Galeria Fundacji Sfinks, Sopot
- 2003 – „Six mythologies” – obiekty, Kesif Gallery, Ankara, Turcja
- 2003 – „Public /Re:collections” – serigrafia, Centrum Sztuki Współczesnej Laźnia, Gdańsk
- 2003 – „Exhibition 0002” – rysunki, Goethe Institut, Ankara, Turcja
- 2003 – „Sztuka Miasta” – billboard, CSW Łaźnia, Gdańsk
- 2005 – „Gdańsk we Wrocławiu”- rysunek, ASP Wrocław
- 2005 – „Pamięć i uczestnictwo”- Muzeum Narodowe, Pałac Opatów, Gdańsk
- 2005 – „Muzeum Osobliwości”- Centrum Św. Jana, Gdańsk
- 2005 – „nic”- galeria Aneri, Gdańsk
- 2005 – „Tradycja i Współczesność’- Muzeum Narodowe, Pałac Opatów, Gdańsk
- 2006 – „Ulica Sztuki”- grafika, Dworek Sierakowskich, Fundacja Femina Art., Sopot
- 2006 – „Gdańsk w Poznaniu”- rysunek, Galeria Kulczyk Foundation Stary Browar, Poznań
- 2006 – „Artyści Sfinksa na 15-lecie”- Galeria Fundacji Sopockiego Forum Integracji Nauki, Kultury i Sztuki, Sopot
- 2007 – „Obrazy, Rysunki, Fotografie – Józef Czerniawski, Henryk Cześnik, Anna Królikiewicz, Maria Targońska, Joanna Zastróżna”, Państwowej Galerii Sztuki w Sopocie w Stowarzyszeniu Sztuki Naestved, Dania
- 2008 – „Wewnątrz”- Centrum Wystawienniczo- Regionalne Dolnej Wisły, Tczew
- 2009 – „Malarstwo jest OK”, lobby Opery Bałtyckiej, video- obiekt „X obrazów” wspólnie z Jakubem Makowskim jako No Nie Wiem studio
- 2010 – „Kwiat, liść łodyga, usta”, dwudniowy performance kulinarny, wspólnie z Jakubem Makowskim, Galeria Od Do, Gdynia
- 2010 – „From Gdansk to Istanbul”- Cumhuryiet Muzesi, Stambuł, Turcja
- 2011 – „100 lecie ZPAP”, Państwowa Galeria Sztuki, Sopot
- 2011 – „Sopot, Ulica Artystów”- „Według kolejności pojawiania się”- film video, wspólnie z Jakubem Makowskim, jako No Nie Wiem studio
- 2011 – „Artyści na XX lecie Sfinksa”, galeria Fundacji Sfinks, Sopot, obiekt
- 2012 – „Wokół obrazu”, wystawa zbiorowa pracowników naukowych ASP Gdańsk, galeria EL, Elbląg
- 2012 – „Gdańskie Biennale Sztuki”, obiekt, wystawa finalistów konkursu, Gdańska Galeria Miejska, Gdańsk
- 2012 – „Opowieści Niesamowite”, obiekt, Gdańsk, Lasy Państwowe w Oliwie, Gdańsk
- 2012 – „Malarstwo Dużego Formatu”, wystawa zbiorowa towarzysząca Festiwalowi Filmów Fabularnych w Gdyni, Galeria Od Do
- 2012 – „Naracje 2012”, obiekt STÓŁ/ TABLE, Gdańska Galeria Miejska/ Instytut Kultury Miejskiej, Gdańsk
- 2012 – „Opowieści Niesamowite”, obiekt Opłatek, Gdańsk
- 2013 – „Wallflowers”- instalacja site specific, Znikający Klub, opuszczony Budynek Szkoły Pielęgniarskiej, Gdańsk
- 2013 – „Ile słodzisz?”- Europejska Noc Muzeów, Muzeum Osobliwości, Sfinks, Willa Bergera, Sopot, obiekt
- 2013 – Wystawa pracowników Wydziału Malarstwa w Galerii Sztuki Dwór Karwacjanów, Gorlice
- 2013 – „Stany Skupienia / States of Matter” – Artloop Festival pt. Mind The Gap, seria 3 instalacji i interwencji site specific w przestrzeni publicznej, Sopot
- 2013 – „Narracje 2013”, Odkrywanie Zachwyca
- 2019 „W drodze... Kontynenty...”, Wejherowskie Centrum Kultury, Wejherowo[14]

## Prace w zbiorach
- praca Ślady Proste zakupiona do Gdańskiej Kolekcji Sztuki Współczesnej przez Miasto Gdańsk z Muzeum Narodowym (Oddział Sztuki Współczesnej dla Nowego Muzeum Sztuki „NOMUS”)[15]
- praca Bez tytułu w kolekcji fundacji Luciano Benetton Collection- Imago Mundi, Włochy

## Współautorskie publikacje naukowe i opracowania zbiorowe
- Mieto, Eros i patos, redaktor naukowy i wstęp do monografii prof. Mieczysława Olszewskiego, Akademia Sztuk Pięknych w Gdańsku, ISBN 978-83-62759-90-3.
- wstęp do katalogu malarstwa Marzeny Huculak, Obraz, ISBN 978-83-89228-91-8.
- Młode Malarstwo w Gdańsku, 5 opublikowanych recenzji, 2013 r., ISBN 978-83-62759-47-7.
- Fête funèbre[16], tekst w katalogu powystawowym, monografia, Akademia Sztuk Pięknych, ISBN 978-83-65366-19-1.
- PARKOWANIE 2007–2016. Historia różnych zderzeń, tekst „Śniadanie na trawie”, Stowarzyszenie A KuKu Sztuka, Gdańsk 2016, ISBN 978-83-925374-6-5.
- Prototypowanie przestrzeni, dwujęzyczny esej Miasto. Hiperballada, 2017 r., Państwowa Galeria Sztuki, Sopot, ISBN 978-83-8040-042-9.
- Re-akcje – 2 teksty, o Karolinie Romańskiej i Magdalenie Stępnickiej, recenzje ich prac malarskich na wystawę „Re-akcje 2” (publikacje również w magazynie „Arteon”), ISBN 978-83-62759-75-0.
- wstęp do katalogu malarstwa Barbary Woźniak Witryny/ Display Windows
- do światła, zeszyt wydawniczy 11, Akademia Sztuk Pięknych w Gdańsku,  ISSN 2081-6197.
- wstęp do katalogu Lunar Circus, Maciej Rauch, Galeria Pionova, grudzień 2014
- Tam, gdzie gotują się marzenia, magazyn „KUKBUK” nr 6/ 2013
- I słodkie i kwaśne i zimne i ciepłe, periodyk „Znaczy Kultura”, Gazeta Wyborcza / Instytut Kultury Miejskiej, wrzesień 2013
- Herba/ Territorium/ Herbarium w książce Błędnik codzienności. Książka praktyk Alternativa, ISBN 978-83-943112-1-6.
- Sól i czas – na zaproszenie dyrektora Muzeum Narodowego we Wrocławiu do monografii „Willmann. Opus magnum”
- Anna Królikiewicz. Podano do stołu, cykl 4 spotkań autorskich w czasie epidemii, 2020, Art. Inkubator Sopot, www.goyki3.pl
- Ja: pole do przepisu, seria 4 obszernych fragmentów eseju Międzyjęzyk[17], Miej Miejsce www.miejmiejsce.com

## Nagrody i wyróżnienia
- 1989 – stypendium naukowe dla najlepszych studentów
- 1992 – stypendium naukowe dla najlepszych studentów
- 1992 – II nagroda w ogólnopolskim konkursie rysunkowym „Razem czy osobno”, ASP Warszawa[18]
- 1993 – II nagroda w konkursie ASP w Gdańsku
- 1995 – nagroda rektorska za osiągnięcia dydaktyczne
- 1999 – nagroda rektorska za osiągnięcia dydaktyczne i artystyczne
- 2011 – Nagroda rektorska za pracę organizacyjną I kuratorską przy wystawie Wydziału Malarstwa w Stambule
- 2011 – nominacja do nagrody Muzy Sopotu
- 2011 – Stypendium Prezydenta Miasta Sopotu[19]
- 2012 – finalistka Gdańskich Biennale Sztuki
- 2015 – Nagroda Rektora ASP II stopnia, za rozwijanie swojej artystycznej kreacji i liczne wystawy, instalacje
- 2018 – Nagroda Prezydenta Miasta Gdańska w Dziedzinie Kultury z okazji jubileuszu 25-lecia pracy twórczej[20]
- 2019 – Stypendium Miasta Sopotu[21]
- 2019 – Stypendium Marszałka Województwa Pomorskiego
- 2019 – Nagroda Prezydenta Miasta Sopotu, dla wybitnej artystki współczesnej tworzącej instalacje, malarstwo i rysunek: Muza Sopotu w dziedzinie Kultury i Sztuki 2019[22]
- 2019 – Odznaka honorowa „Zasłużony dla Kultury Polskiej”[23]
- 2019 – Nagroda Specjalna Marszałka Województwa Pomorskiego za wybitne zasługi w dziedzinie twórczości artystycznej[24]
- 2019 – Nominacja do tytułu Człowieka Roku w Kulturze 2019[25]
- 2023 – Nagroda Prezydenta Miasta Gdańska w Dziedzinie Kultury z okazji 30-lecia pracy twórczej[20]